# Municipio de White Lake (Dakota del Sur)
El municipio de White Lake (en inglés: White Lake Township) es un municipio ubicado en el condado de Aurora en el estado estadounidense de Dakota del Sur. En el año 2010 tenía una población de 87 habitantes y una densidad poblacional de 0,93 personas por km².

## Geografía
El municipio de White Lake se encuentra ubicado en las coordenadas 43°43′9″N 98°44′30″O / 43.71917, -98.74167. Según la Oficina del Censo de los Estados Unidos, el municipio tiene una superficie total de 93.14 km², de la cual 93,09 km² corresponden a tierra firme y (0,05 %) 0,04 km² es agua.

## Demografía
Según el censo de 2010, había 87 personas residiendo en el municipio de White Lake. La densidad de población era de 0,93 hab./km². De los 87 habitantes, el municipio de White Lake estaba compuesto por el 100 % blancos. Del total de la población el 0 % eran hispanos o latinos de cualquier raza.